# Little Witch Academia
Little Witch Academia (tiếng Nhật:リトルウィッチアカデミア Ritoru Witchi Akademia) là một thương hiệu anime Nhật Bản do Yoshinari Yoh tạo ra và Trigger sản xuất. Phim ngắn gốc được Yoshinari đạo diễn và Otsuka Masahiko viết kịch bản, đã được phát hành tại rạp vào ngày 2 tháng 3 năm 2013 với tư cách là một phần thuộc Anime Mirai 2013 của Dự án Đào tạo Họa sĩ hoạt họa trẻ, và sau đó được trình chiếu trực tuyến với phụ đề tiếng Anh trên YouTube từ ngày 19 tháng 4 năm 2013. Một phim ngắn thứ hai được tài trợ một phần theo hình thức gây quỹ quần chúng có tựa đề là Little Witch Academia: The Enchanted Parade, được phát hành vào ngày 9 tháng 10 năm 2015. Một phim anime truyền hình được phát sóng tại Nhật Bản từ giữa tháng 1 đến tháng 6 năm 2017, với 13 tập đầu tiên của loạt phim được trình chiếu trên Netflix toàn cầu từ ngày 30 tháng 6 năm 2017. Hai loạt manga dài kỳ đã được Shueisha xuất bản.

## Nội dung
Little Witch Academia lấy bối cảnh tại Học viện Ma thuật Luna Nova (tiếng Nhật: ル ー ナ ノ ヴ ァ 魔法 学校 Rūna Nova Mahō Gakkō), một trường uy tín chuyên đào tạo các cô gái trẻ trở thành phù thủy. Được truyền cảm hứng từ một phù thủy có tên là Shiny Chariot, một cô gái tên là Atsuko ("Akko") Kagari đã đăng ký vào Học viện Ma thuật Luna Nova để trở thành một phù thủy, nhưng lại phải vật lộn vì nền tảng phi ma thuật của bản thân. Điều này đã được thay đổi khi cô phát hiện ra một tàn tích ma thuật mạnh mẽ có tên là Shiny Rod do Shiny Chariot bỏ lại.
Một trong những chủ đề chính trong thương hiệu là Akko cố gắng sống theo lý tưởng của Shiny Chariot bằng cách cho thế giới biết rằng ma thuật vẫn là một điều tuyệt vời,trong khi Luna Nova đấu tranh cho sự tồn tại liên tục của nó bởi vì công chúng coi Ma thuật như đã lỗi thời. Trong loạt phim truyền hình,yếu tố nền này được mở rộng thành một cốt truyện, trong đó ma thuật đang suy giảm trên toàn thế giới. Bí mật để khôi phục dòng chảy ma thuật nằm trong Rừng Arcturus bị cấm, đóng dấu bên trong một địa điểm kỳ diệu có tên là Grand Triskelion được xây dựng bởi Nine Olde Witches,những người sáng lập lên huyền thoại của Học viện.
Chìa khóa để hoàn tác con dấu nằm trong một chuỗi bảy lời sấm phép thuật và cây trượng Shiny Rod, một hiện vật chỉ phản ứng với mong muốn đích thực của người nắm giữ để truyền bá niềm vui và hạnh phúc. Khi Akko chiếm sở hữu của Rod, Chariot (bí mật trong lốt một giáo viên của Luna Nova và là người nắm giữ trước của Rod) cố gắng để hướng dẫn cô trên con đường khôi phục sức mạnh của phép thuật cho thế giới. Tuy nhiên, Croix, người bạn thân cũ của Chariot, cũng đã thèm muốn - và bị từ chối - sức mạnh bịt kín trong Triskelion do tham vọng ích kỷ của cô. Kết quả là, cô đề xuất để mở khóa Grand Triskelion sử dụng khả năng kỹ thuật của mình, sẵn sàng khai thác vào năng lượng tối trong tiến trình.

## Nhân vật
Atsuko Kagari (tiếng Nhật:篝 敦 子 Kagari Atsuko)
Lồng tiếng bởi:Megumi Han (tiếng Nhật); Erica Mendez (tiếng Anh)
Nhân vật chính,Atsuko Kagari,biệt danh Akko (ア ッ コ) hoặc đồng chí Akko Reddit, là một cô gái Nhật Bản năng động, lạc quan nhưng rất bốc đồng đang theo học Luna Nova sau khi được lấy cảm hứng từ phù thủy Shiny Chariot. Xuất thân từ một nền tảng phi pháp, cô đã cố gắng sử dụng ma thuật nhiều thời gian, và thất vọng bởi tính mundanity của các lớp học của mình như trái ngược với các màn trình diễn ngoạn mục của Chariot. Tuy nhiên, sự tin tưởng không thể lay chuyển của cô trong phép thuật và mong muốn thực sự của cô để sử dụng nó cho tốt cho phép cô sử dụng Shiny Rod,chấp nhận cô làm chủ mới của nó, và dần dần khám phá ra tài năng ma thuật của mình. Bởi vì chất lượng này, Akko được định để đóng một vai trò quan trọng trong việc mở khóa Grand Triskelion và khôi phục sức mạnh của phép thuật cho thế giới.
Lotte Jansson (ロ ッ テ ヤ ン ソ ン Rotte Yanson)
Lồng tiếng bởi: Fumiko Orikasa (tiếng Nhật); Stephanie Sheh (tiếng Anh)
Bạn của Akko và bạn cùng phòng, một phù thủy điển hình kiểu Phần Lan vốn lo lắng về hạnh phúc của Akko. Cô ấy có mái tóc màu cam và đeo kính thấp hơn. Khả năng của cô là triệu tập và giao tiếp với các nàng tiên và các linh hồn cư trú trong những vật dụng cũ, cô học điều này từ nhỏ vì có gia đình là chủ cửa hàng ma cụ.
Sucy Manbavaran ( ス ー シ ィ マ ン バ バ ラ ンSūshi Manbabaran )
Lồng tiếng bởi: Michiyo Murase (tiếng Nhật); Rachelle Heger  (tiếng Anh)
Một người bạn của Akko và bạn cùng phòng, một phù thủy xảo quyệt ở Đông Nam Á, chuyên sản xuất các loại thuốc với các hiệu ứng kỳ lạ khác nhau. Tóc cô che khuất mắt. Cô thường sử dụng Akko như một đối tượng kiểm tra, hoặc để giúp cô để thu thập các thành phần độc hại hoặc chất độc hại (đặc biệt là nấm) cô ấy cần.
Ursula (ア ー シ ュ ラĀshura )
Lồng tiếng bởi: Noriko Hidaka (tiếng Nhật); Alexis Nichols  (tiếng Anh)
Ursula Callistis (ア ー シ ュ ラ · カ リ ス テ ィ Ā Shura Karisutisu) là một giáo viên về chiêm tinh tại Luna Nova.Danh tính thực sự của cô ấy là Shiny Chariot (Chariot du Nord) một nghệ sĩ phù thủy nổi tiếng và là cựu sinh viên của Luna Nova và người đã truyền cảm hứng cho Akko trở thành phù thủy. Nhiệm vụ được lựa chọn của cô là sử dụng kỹ năng ma thuật của cô để mang lại niềm vui cho trái tim của người dân. Cô đã biến mất một cách bí ẩn từ con mắt công chúng cách đây mười năm sau khi người bạn cũ Croix lừa cô sử dụng một loại phép thuật nham hiểm, loại bỏ Akko khỏi sức mạnh ma thuật tiềm tàng của cô khi còn nhỏ. Bây giờ đang sống và giảng dạy ẩn danh tại Luna Nova, cô lấy Akko làm sinh viên cá nhân sau khi cô nhận ra mong muốn mạnh mẽ của cô để trở thành phù thủy, cho phép cô sử dụng thanh Shiny Rod và tìm lại 7 lời sấm bị mất cho Grand Triskelion, để làm thực hiện vì tội lỗi của mình.
Diana Cavendish (ダ イ ア ナ キ ャ ベ ン デ ィ ッ シ ュDaiana Kyabendisshu )
Lồng tiếng bởi: Yōko Hikasa (tiếng Nhật); Laura Post (tiếng Anh)
Là sinh viên hàng đầu của Luna Nova được cả bạn cùng lớp và giáo viên của cô ngưỡng mộ. Cô ấy có mái tóc xanh nhạt và màu trắng. Xuất thân từ Anh quốc với tư cách là con gái của một gia đình quý tộc, cô có tính chất nghiêm túc và kiêu ngạo, đôi khi xung đột với Akko, người mà Akko ngưỡng mộ Shiny Chariot. Mặc dù vậy, Diana vẫn bí mật là một fan thời thơ ấu của Chariot, và dần dần phát triển như một sự tôn trọng đối với Akko.Trong loạt phim truyền hình, cô được tiết lộ thêm là một hậu duệ của một trong những Chitchees Nine Olde.
Croix Meridies (クロワ·メリディエスKurowa Meridiesu )
Lồng tiếng bởi: Junko Takeuchi (tiếng Nhật); Caitlyn Elizabeth  (tiếng Anh)
Một giáo viên mới tại Học viện Luna Nova chuyên về kỹ thuật. Cô đã từng là bạn thân với Chariot và trước đó đã giúp cô tìm kiếm những lời sấm của Grand Triskelion, nhưng đã trở nên bất bình với cô hơn là không được chọn để sử dụng Shiny Rod.
Jasminka Antonenko (ヤ ス ミ ン カ ア ア ン ト ネ ン コYasuminka Antonenko )
Lồng tiếng bởi: Reina Ueda (tiếng Nhật); Stephanie Sheh  (tiếng Anh)
Một cô gái phù thủy và thân thiện của Luna Nova đến từ Nga, người có niềm đam mê về thực phẩm và luôn thấy mình ăn vặt, ngay cả trong lớp học.
Constanze Amalie von Braunschbank Albrechtsberger (コンスタンツェ·アマーリエ·フォン·ブラウンシュバンク=アルブレヒツベルガーKonsutantse Amārie fon Buraunshubanku-Aruburehitsuberugā )
Lồng tiếng bởi: Rie Murakawa (tiếng Nhật); Jennifer Alyx  (tiếng Anh)
Một sinh viên phù thủy Đức Luna Nova im lặng, xấu hổ, người kết hợp ma thuật với máy móc như robot và súng laser, thường bị cấm tại trường. Trong bộ phim truyền hình, cô thậm chí đã thiết lập một hội thảo bí mật trong một phần không sử dụng của học viện, mà chỉ có thể được nhập bằng cách giường của riêng mình.
Amanda O'Neill (ア マ ン ダ オ ニ ー ルAmanda Onīru )
Lồng tiếng bởi: Arisa Shida  (tiếng Nhật); Marianne Miller (tiếng Anh)
Một sinh viên phù thủy Luna Nova tội nghiệp đến từ Hoa Kỳ có khuynh hướng ăn cắp các hiện vật vô giá và các đồ vật kỳ diệu bắt chước cô. Cô thích nhảy múa và biểu diễn những pha nguy hiểm trên cây chổi thần.

## Anime

### Tập
| Không.                       | Nhật Bản「 Kanji」 - Romaji                                                                        | phát sóng                |
| Không.                       | Nhật Bản「 Kanji」 - Romaji                                                                        | Nhật Bản                 |
| Anime Phim (2 tập)           | |                          |
| 1                            | 「トルウリィッチアカデミア」 - ritoru Witchi Akademia                                              | 2 Tháng 3 năm 2013       |
| 2                            | 「トルウリィッチアカデミア魔法仕掛けのパレード」 - ritoru Witchi Akademia: Mahōjikake không Paredo | 09 tháng 10 năm 2015     |
| Hình phẳng Hiển thị (26 tập) | |                          |
| 1                            | Một sự khởi đầu mới「新たなはじまり」 - Arata na Hajimari                                          | 09 tháng 1 năm 2017      |
| 2                            | Papiliodia「パピリオディア」 - Papiriodia                                                          | 16 tháng 1 năm 2017      |
| 3                            | Không dừng lại tại「Do not Stop Me Now」 - Do not Stop Me Now                                      | 23 tháng 1 năm 2017      |
| 4                            | Sẩm tối「ナイトフォール」 - Naito foru                                                             | 30 tháng 1 năm 2017      |
| 5                            | Các hiệp ước Rồng「ーナノルヴァと白い龍」 - Runa Nova để Shiroi Ryu                                | 06 Tháng Hai 2017        |
| 6                            | Các đài phun nước「ポラリスの泉」 - Porarisu no Izumi                                              | 13 tháng 2 năm 2017      |
| 7                            | Đại dương phiêu lưu「レンジオサブマリナー」 - Orenji Sabumarinā                                    | Ngày 20 tháng 2 năm 2017 |
| 8                            | Trong thế giới của Sucy「れる夢眠のスーシィ」 - Nemureru no Yume Sushi                             | 27 tháng 2 năm 2017      |
| 9                            | Travelogue của một bộ xương「ライトブンベリーアンデッド紀行」 - Buraitonberī Andeddo Kiko          | 06 Tháng Ba 2017         |
| 10                           | Bữa tiệc của Andrew「蜂騒ぎ」 - Hachi Sawagi                                                       | Tháng Ba 12, 2017        |
| 11                           | Blue Moon「ブルームーン」 - Buru Mun                                                               | Ngày 19 tháng 3 năm 2017 |
| 12                           | Tham vọng của Akko「Những gì bạn sẽ」 - Điều gì sẽ yo                                              | 26 Tháng Ba 2017         |
| 13                           | Lễ hội ma thuật「サムハインの魔法」 - Samuhain no Mahou                                            | 02 Tháng 4 2017          |
| 14                           | 「ューエニイジマジック」 - NYU Eiji Majikku                                                        | 09 tháng 4 năm 2017      |
| 15                           | 「チャリオット·オブ·ファイア」 - Chariotto obu Faia                                                | 16 tháng 4 năm 2017      |
| 16                           | 「ポホヨラの試練」 - Pohoyora no Shiren                                                            | Ngày 23 tháng 4 năm 2017 |
| 17                           | 「アマンダ· ·オニールアンド· ·ホーリーグレイル」 - Amanda Oniru Hori đi Gureiru                    | Ngày 30 tháng 4 năm 2017 |
| 18                           | 「大戦争空中スタンシップ」 - Kuchu Daisensō Sutanshippu                                            | 07 Tháng Năm 2017        |
| 19                           | 「ベンャキディッシュ」 - Kyabendisshu                                                              | ngày 14 tháng 5 năm 2017 |
| 20                           | 「知性と感性」 - Chisei để Kansei                                                                  | ngày 21 tháng 5 năm 2017 |
| 21                           | 「ワガンディア」 - Wagandia                                                                        | ngày 28 tháng 5 năm 2017 |
| 22                           | 「シャリオとクロワ」 - shario to Kurowa                                                            | 04 Tháng 6 năm 2017      |
| 23                           | 「Hôm qua」 - Hôm qua                                                                              | 11 Tháng 6 2017          |
| 24                           | 「クトルアルゥスへの道」 - Arukuturusu và no Michi                                                 | Tháng Sáu 18, 2017       |
| 25                           | 「言の葉の樹」 - Koto no Hà no Ki                                                                  | Ngày 25 tháng 6 năm 2017 |